# Lézignan (Hautes-Pyrénées)
Lézignan település Franciaországban, Hautes-Pyrénées megyében. Lakosainak száma 358 fő (2022. január 1.). Lézignan Les Angles, Arcizac-ez-Angles, Bourréac, Julos, Lourdes és Jarret községekkel határos.

## Népesség
A település népességének változása:
| Lakosok száma | 362  | 351  | 354  | 350  | 352  | 355  | 357  | 357  | 358  |
|               | 2013 | 2015 | 2016 | 2017 | 2018 | 2019 | 2020 | 2021 | 2022 |